# ادی بیچ
ادی بیچ (انگلیسی: Eddie Beach؛ زادهٔ ۱۴ نوامبر ۲۰۰۳) بازیکن فوتبال اهل بریتانیا است.

## دوران ملی
وی همچنین در تیم ملی فوتبال زیر ۱۹ سال ولز بازی کرده است. هر چند به دلیل تولد در انگلیس قادر به بازی برای این کشور نیز هست.